# Catopsilia gorgophone
Catopsilia gorgophone  (лат.) — вид чешуекрылых насекомых из семейства белянок. Распространён в Новой Каледонии, Новой Гвинее и Австралии (Новый Южный Уэльс, Квинсленд и Виктория).

## Описание
Размах крыльев имаго около 60 мм. Передние крылья самцов сверху белые с чёрными краями, снизу жёлтые с чёрными пятнами с белой точкой в их центре; их задние крылья ярко-жёлтые. Передние крылья самок сверху бледно-жёлтые в дуговидно расположенных коричневых точках, снизу как у самцов, но узор более чёткий, чем у самцов.
Гусеницы тёмно-зелёные с бледно-жёлтыми боковыми полосами, на которых имеются синие точки, расположенные в определённом порядке. Их голова серо-зелёная. Взрослые гусеницы достигают приблизительно 40 мм в длину. Куколка около 30 мм длиной.

## Экология
Гусеницы питаются на представителях семейства цезальпиниевых (Senna gaudichaudii и Senna surattensis). Отдыхают гусеницы на стеблях кормового растения с приподнятой передней частью тела — головой и грудью.